# Església de Sant Esteve Sesrovires
L'Església de Sant Esteve Sesrovires és una església del municipi de Sant Esteve Sesrovires (Baix Llobregat) inclosa en l'Inventari del Patrimoni Arquitectònic de Catalunya. Obra de l'arquitecte Josep Domènech i Estapà.
L'església de Sant Esteve, construïda amb maó elaborat al mateix en la seva totalitat, substituí a un edifici anterior del segle xvii. L'obra actual, amb elements neogòtics i neoromànics, és una de les esglésies majors de la comarca. La façana és culminada per cos campanars bessons.
L'església de Sant Esteve actual és el resultat de diversos intents per construir una nova església a la població. Tots els projectes anteriors foren descartats per dificultats econòmiques. En aquesta obra que data de l'any 1889 hi va participar la major part de la població, entre ells especialment en Josep Canals i Ribot. La primera pedra de la construcció es va posar diumenge, dia 3 d'octubre de 1886.
L'església de Sant Esteve Sesrovires està situada a la Plaça del Doctor Tarrés, que rep aquest nom en honor del Beat Pere Tarrés i Claret, sacerdot i metge, que va ser vicari de la parròquia l'any 1943.
Destaquen principalment dos frescos realitzats pel pintor català Pere Falcó Golondrina. El martiri de Sant Esteve a l'absis central, realitzat l'any 1970, i un Sant Sopar, a la capella lateral del santíssim, que data de l'any 1983.